# Landon Liboiron
Landon Liboiron (Jenner, Alberta, 10 de marzo de 1991) es un actor canadiense, más conocido por haber interpretado a Declan en Degrassi y a Josh en Terra Nova.

## Biografía
Landon Liboiron es de la pequeña comunidad agrícola de Jenner, Alberta, ubicada aproximadamente dos horas y media al sureste de Calgary, Canadá. Cuando estaba en noveno grado, había 21 estudiantes en total en toda su escuela. Su verdadera introducción en los escenarios llegó a través del Teatro de Missoula (Montana) para niños, que consta de dos adultos gira el oeste de Canadá y el noroeste de EE. UU. en un camión rojo. Durante su anual "semana en residencia", los adultos montan una producción con los niños locales como actores. La madre de Landon, una artista, conducía durante 14 horas para llevar a su hijo a Vancouver para aprender, estudiar y audicionar. Su padre, cuando no se encuentra en su granja trabaja como inspector de tuberías y apoya a su hijo. También tiene dos hermanos mayores, Lance y Blake quienes lo apoyan para cumplir sus sueños.

## Filmografía
Antes de su gran salto a la fama gracias a la serie juvenil dramática de televisión canadiense Degrassi: The Next Generation, Liboiron participó en varias películas para la televisión.
En 2011 Landon Liboiron personificó a Josh Shannon en la serie de ciencia ficción Terra Nova, el hijo del personaje principal, personificado por Jason O'Mara, y su mujer, personificado por Shelley Conn.
| Año       | Título                         | Rol                  | Notas                         |
| --------- | ------------------------------ | -------------------- | ----------------------------- |
| 2018      | Verdad o reto                  | Carter/Sam Meeham    |                               |
| 2016      | Frontier                       | Michael Smith        | para una serie de Netflix     |
| 2013-2015 | Hemlock Grove                  | Peter                | para una serie de Netflix     |
| 2012      | Girl in Progress               | Trevor               | Netflix.                      |
| 2011      | The Howling: Reborn            | Will                 |                               |
| 2011      | R.L. Stine's The Haunting Hour | Josh                 | Episodio The Perfect Brother  |
| 2011      | Terra Nova                     | Josh Shannon         | Serie de TV                   |
| 2010-2011 | Life Unexpected                | Sam Bradshaw         | Serie de TV                   |
| 2009-2010 | Degrassi: The Next Generation  | Declan Coyne         | Serie de TV                   |
| 2010      | Altitude                       | Bruce Parker         |                               |
| 2010      | Daydream Nation                | Paul                 |                               |
| 2009      | Wild Roses                     | Jude                 | Serie de TV                   |
| 2008      | Passchendaele                  | Joven soldado alemán |                               |
| 2008      | Flashpoint                     | Simon Strachan       | Episodio He Knows His Brother |

## Premios y nominaciones
| Año  | Categoría                                                    | Premio       | Película / serie              | Resultado |
| ---- | ------------------------------------------------------------ | ------------ | ----------------------------- | --------- |
| 2010 | Mejor actuación en series o programas juveniles e infantiles | Gemini Award | Degrassi: la nueva generación | Nominado  |